# کاپاتوفو
کاپاتوفو (به بلغاری: Kapatovo) روستایی در بلغارستان است که در شهرستان پتریچ واقع شده‌است.